# Thalassodes chloropis
Thalassodes chloropis är en fjärilsart som beskrevs av Edward Meyrick 1886. Thalassodes chloropis ingår i släktet Thalassodes och familjen mätare. Inga underarter finns listade i Catalogue of Life.